# Жунци
Жунци су насељено место у граду Врбовец, Загребачка жупанија, Хрватска.

## Историја
До територијалне реорганизације у Хрватској били су у саставу старе општине Врбовец.

## Становништво
У попису становништва из 2011. године, Жунци су имали 167 становника.
| Број становника према пописима | Број становника према пописима | Број становника према пописима | Број становника према пописима | Број становника према пописима | Број становника према пописима | Број становника према пописима | Број становника према пописима | Број становника према пописима | Број становника према пописима | Број становника према пописима | Број становника према пописима | Број становника према пописима | Број становника према пописима | Број становника према пописима | Број становника према пописима |
| ------------------------------ | ------------------------------ | ------------------------------ | ------------------------------ | ------------------------------ | ------------------------------ | ------------------------------ | ------------------------------ | ------------------------------ | ------------------------------ | ------------------------------ | ------------------------------ | ------------------------------ | ------------------------------ | ------------------------------ | ------------------------------ |
| 1857                           | 1869                           | 1880                           | 1890                           | 1900                           | 1910                           | 1921                           | 1931                           | 1948                           | 1953                           | 1961                           | 1971                           | 1981                           | 1991                           | 2001                           | 2011                           |
| 155                            | 160                            | 161                            | 186                            | 227                            | 299                            | 283                            | 301                            | 309                            | 292                            | 284                            | 218                            | 187                            | 161                            | 164                            | 167                            |

## Галерија
- сеоска кућа
- стара сеоска кућа
- фудбалски терен